# 代々木郵便局
代々木郵便局（よよぎゆうびんきょく）は、東京都渋谷区に位置する郵便局である。民営化前の分類では集配普通郵便局であった。

## 概要
住所：〒151-8799 東京都渋谷区西原1-42-2
局内に、コンビニエンスストア「JPローソン代々木局店（旧：ポスタルローソン代々木局店）」が設置されている。

### 併設施設
- ゆうちょ銀行代々木店（本店代々木出張所）：取扱店番号013150
- JPローソン（旧：ポスタルローソン）代々木局店 - 全国初のポスタルローソン

## 沿革
- 1932年（昭和7年）11月16日 - 代々幡郵便局として開局。
- 1950年（昭和25年）10月15日 - 代々木郵便局に改称[1]。
- 1957年（昭和32年）9月16日 - 電話通話、和文電報受付および欧文電報受付事務の取扱を開始。
- 1958年（昭和33年）6月1日 - 国際電報受付事務の取扱を開始。
- 1963年（昭和38年）4月 - 局舎新築落成。
- 1985年（昭和60年）10月1日 - 国際電報受付業務をKDD新宿営業所（当時）に移管。
- 1999年（平成11年）11月22日 - 渋谷区初台一丁目から同区西原一丁目に移転。
- 2003年（平成15年）8月5日 - 局内に「ポスタルローソン（現：JPローソン）代々木局店」が開店[2]
- 2007年（平成19年）10月1日 - 民営化に伴い、併設された郵便事業代々木支店、ゆうちょ銀行代々木店に一部業務を移管。
- 2012年（平成24年）10月1日 - 日本郵便株式会社の発足に伴い、郵便事業代々木支店を代々木郵便局に統合。

## 取扱内容

### 代々木郵便局
- 郵便、印紙、ゆうパック、内容証明
- 生命保険、バイク自賠責保険
- 渋谷区内の一部地域（〒151-xxxx）の集配業務 尚、管轄区内の大部分のポスト取集めは渋谷郵便局が行っており、当局は局前ポストと一部のコンビニポストの取り集めのみ行っている。
- ゆうゆう窓口

### ゆうちょ銀行代々木店
- 貯金、貸付、為替、振替、振込、国際送金、外貨両替、トラベラーズチェック、国債、投資信託、変額年金保険
- ATM

## 風景印
- 図案は『明治神宮の鳥居』・『拝殿』
- 使用開始日は1968年（昭和43年）11月1日

## 周辺
- 渋谷区スポーツセンター
- 代々木警察署
- 国道20号

## アクセス
- 京王新線 幡ヶ谷駅（南口）から徒歩約8分
- ハチ公バス 代々木郵便局停留所下車すぐ
- 首都高新宿線 初台出入口から南へ約500m、もしくは幡ヶ谷出入口から東へ約800m
- 駐車場あり：12台